# Trichosolen
Trichosolen es un género de algas, perteneciente a la familia Bryopsidaceae.

## Especies
- Trichosolen blomquistii
- Trichosolen duchassaingii
- Trichosolen gracilis
- Trichosolen longipedicellata
- Trichosolen mauritianus
- Trichosolen molassensis
- Trichosolen mucronatus
- Trichosolen myura
- Trichosolen pambanensis
- Trichosolen papillata
- Trichosolen parva
- Trichosolen retrorsa
- Trichosolen solomonensis
- Trichosolen thikkodiensis
- Trichosolen venezoleanus